# Pjotr Velikij
Pjotr Velikij (rus. "Пётр Великий") - ruski film redatelja Vasilija Gončarova.

## Radnja
Film prikazuje glavne događaje iz života Petra Velikog.

## Uloge
- Pjotr Voinov
- Vladimir Markov
- E. Trubeckaja
- A. Gorbačevskij
- A. Slavin

## Vanjske poveznice
- Pjotr Velikij na Kino Poisk